# Уотсон, Чарлз Гилберт
Чарлз Гилберт Мариотт Уотсон (англ. Charles Gilbert Marriott Watson, 22 октября 1879, Бьюниньонг, штат Виктория — 5 марта 1961, Мельбурн) — австралийский шахматист. Двукратный чемпион Австралии (1922 и 1931 гг.). Наиболее известен по участию в международном турнире в Лондоне (1922 г.).

## Биография
Научился играть в шахматы в возрасте 10 лет. Вместе с отцом состоял в шахматном клубе города Балларат. Позже переехал в Мельбурн, где участвовал в соревнованиях под эгидой местного шахматного клуба. 8 раз (1898, 1902, 1904, 1905, 1914, 1921, 1931, 1936 гг.) становился чемпионом клуба. В 1906 г. оспаривал звание чемпиона Австралии с У. Вайнером, но потерпел разгромное поражение. В 1922 г. нарушил продолжавшуюся 16 лет гегемонию Вайнера и отобрал у него звание чемпиона Австралии. В качестве чемпиона Австралии был приглашен в лондонский международный турнир. В турнире занял место в нижней части турнирной таблицы, но сумел нанести поражения гроссмейстеру Р. Рети, а также одному из ведущих британских шахматистов Г. Аткинсу, канадскому мастеру Дж. Моррисону и чемпиону Италии Д. Маротти. В 1924 г. разделил с Вайнером 1—2 места в национальном чемпионате, но уступил ему в дополнительном соревновании. Снова стал чемпионом страны в 1931 г. После окончания Второй Мировой войны участвовал в радиоматчах с командами Франции и Канады.

## Спортивные результаты
| Год         | Город    | Соревнование                                       | + | −  | = | Результат | Место |
| ----------- | -------- | -------------------------------------------------- | - | -- | - | --------- | ----- |
| 1906        | Перт     | Матч с У. Вайнером (на звание чемпиона Австралии)  | 1 | 7  | 3 | 2½ : 8½   |       |
| 1922        | Мельбурн | Чемпионат Австралии                                |   |    |   |           | 1     |
|             | Лондон   | Международный турнир                               | 4 | 10 | 1 | 4½ из 15  | 14—15 |
| 1924        | Брисбен  | Чемпионат Австралии                                |   |    |   |           | 1—2   |
|             | Мельбурн | Показательный матч с Б. Костичем                   |   |    |   |           |       |
| 1930 / 1931 | Мельбурн | Чемпионат Австралии                                |   |    |   |           | 1     |
| 1936        | Мельбурн | Турнир австралийских шахматистов                   |   |    |   |           |       |
| 1945        | Сидней   | Чемпионат Австралии                                |   |    |   |           | [ 3 ] |
| 1946        |          | Радиоматч Австралия — Франция (против Н. Рометти)  | 1 | 0  | 0 | 1 из 1    |       |
|             |          | Чемпионат штата Виктория                           |   |    |   |           |       |
| 1947        |          | Радиоматч Австралия — Канада (против Ч. Кромптона) | 0 | 1  | 0 | 0 из 1    |       |
| 1951        | Мельбурн | Международный турнир                               |   |    |   |           |       |
| 1952        | Мельбурн | Международный турнир                               |   |    |   |           |       |